# PD수첩
《PD수첩》은 MBC에서 매주 화요일 밤 10시 20분에 방송되는 탐사보도 프로그램이다.

## 기획 의도
사회 이슈 및 단순히 보도가 된 내용에서 그치지 않고 프로듀서들이 후속을 취재, 보도하거나 심층을 취재하는 탐사보도 프로그램이다.

## 방송 시간
| 방송 채널 | 방송 기간                           | 방송 시간                            |
| --------- | ----------------------------------- | ------------------------------------ |
| MBC TV    | 1990년 5월 8일 ~ 1991년 7월 9일     | 매주 화요일 밤 11시 ~ 11시 45분      |
| MBC TV    | 1991년 7월 23일 ~ 1991년 9월 10일   | 매주 화요일 밤 11시 ~ 11시 45분      |
| MBC TV    | 1992년 7월 7일                      | 매주 화요일 밤 11시 ~ 11시 45분      |
| MBC TV    | 1995년 4월 18일 ~ 1995년 8월 22일   | 매주 화요일 밤 11시 ~ 11시 45분      |
| MBC TV    | 1991년 7월 16일                     | 매주 화요일 밤 11시 ~ 11시 50분      |
| MBC TV    | 1991년 10월 1일                     | 매주 화요일 밤 11시 ~ 11시 50분      |
| MBC TV    | 1993년 10월 26일 ~ 1993년 11월 2일  | 매주 화요일 밤 11시 ~ 11시 50분      |
| MBC TV    | 1995년 9월 5일 ~ 1999년 11월 9일    | 매주 화요일 밤 11시 ~ 11시 50분      |
| MBC TV    | 2020년 5월 26일                     | 매주 화요일 밤 11시 ~ 11시 50분      |
| MBC TV    | 1991년 9월 17일                     | 화요일 밤 11시 ~ 11시 40분           |
| MBC TV    | 1991년 9월 24일                     | 화요일 밤 10시 50분 ~ 11시 35분      |
| MBC TV    | 1991년 10월 8일 ~ 1992년 6월 30일   | 매주 화요일 밤 10시 55분 ~ 11시 40분 |
| MBC TV    | 1994년 4월 12일 ~ 1995년 4월 11일   | 매주 화요일 밤 10시 55분 ~ 11시 40분 |
| MBC TV    | 1993년 11월 9일 ~ 1994년 4월 5일    | 매주 화요일 밤 10시 55분 ~ 11시 45분 |
| MBC TV    | 1999년 11월 16일                    | 매주 화요일 밤 11시 ~ 12시           |
| MBC TV    | 1999년 12월 7일 ~ 2000년 3월 14일   | 매주 화요일 밤 11시 ~ 12시           |
| MBC TV    | 2000년 3월 28일                     | 매주 화요일 밤 11시 ~ 12시           |
| MBC TV    | 2020년 5월 19일                     | 매주 화요일 밤 11시 ~ 12시           |
| MBC TV    | 1999년 11월 23일                    | 매주 화요일 밤 11시 10분 ~ 12시 10분 |
| MBC TV    | 2008년 5월 6일 ~ 2008년 5월 13일    | 매주 화요일 밤 11시 10분 ~ 12시 10분 |
| MBC TV    | 2000년 3월 21일                     | 매주 화요일 밤 11시 5분 ~ 12시 5분   |
| MBC TV    | 2000년 4월 4일 ~ 2000년 4월 11일    | 매주 화요일 밤 11시 5분 ~ 12시 5분   |
| MBC TV    | 2001년 3월 27일                     | 매주 화요일 밤 11시 5분 ~ 12시 5분   |
| MBC TV    | 2001년 10월 16일 ~ 2001년 10월 30일 | 매주 화요일 밤 11시 5분 ~ 12시 5분   |
| MBC TV    | 2002년 4월 9일 ~ 2002년 11월 19일   | 매주 화요일 밤 11시 5분 ~ 12시 5분   |
| MBC TV    | 2002년 12월 3일 ~ 2003년 3월 18일   | 매주 화요일 밤 11시 5분 ~ 12시 5분   |
| MBC TV    | 2003년 4월 1일 ~ 2003년 4월 22일    | 매주 화요일 밤 11시 5분 ~ 12시 5분   |
| MBC TV    | 2000년 4월 18일 ~ 2001년 3월 20일   | 매주 화요일 밤 10시 55분 ~ 11시 55분 |
| MBC TV    | 2001년 4월 3일 ~ 2001년 10월 9일    | 매주 화요일 밤 10시 55분 ~ 11시 55분 |
| MBC TV    | 2001년 11월 8일 ~ 2001년 12월 27일  | 매주 목요일 밤 10시 55분 ~ 11시 55분 |
| MBC TV    | 2002년 1월 10일 ~ 2002년 3월 21일   | 매주 목요일 밤 11시 5분 ~ 12시 5분   |
| MBC TV    | 2002년 4월 2일                      | 화요일 밤 11시 15분 ~ 12시 15분      |
| MBC TV    | 2002년 11월 26일                    | 화요일 밤 11시 15분 ~ 12시 15분      |
| MBC TV    | 2003년 3월 25일                     | 화요일 밤 11시 15분 ~ 12시 15분      |
| MBC TV    | 2003년 4월 29일 ~ 2007년 5월 8일    | 매주 화요일 밤 11시 5분 ~ 12시       |
| MBC TV    | 2007년 6월 5일 ~ 2007년 6월 26일    | 매주 화요일 밤 11시 5분 ~ 12시       |
| MBC TV    | 2007년 7월 10일 ~ 2007년 8월 14일   | 매주 화요일 밤 11시 5분 ~ 12시       |
| MBC TV    | 2007년 9월 4일 ~ 2007년 9월 18일    | 매주 화요일 밤 11시 5분 ~ 12시       |
| MBC TV    | 2007년 10월 30일 ~ 2008년 4월 15일  | 매주 화요일 밤 11시 5분 ~ 12시       |
| MBC TV    | 2008년 4월 29일                     | 매주 화요일 밤 11시 5분 ~ 12시       |
| MBC TV    | 2008년 5월 27일 ~ 2008년 7월 29일   | 매주 화요일 밤 11시 5분 ~ 12시       |
| MBC TV    | 2008년 9월 2일 ~ 2008년 9월 9일     | 매주 화요일 밤 11시 5분 ~ 12시       |
| MBC TV    | 2008년 9월 23일 ~ 2008년 10월 14일  | 매주 화요일 밤 11시 5분 ~ 12시       |
| MBC TV    | 2008년 11월 4일 ~ 2008년 11월 11일  | 매주 화요일 밤 11시 5분 ~ 12시       |
| MBC TV    | 2009년 3월 3일 ~ 2009년 4월 14일    | 매주 화요일 밤 11시 5분 ~ 12시       |
| MBC TV    | 2009년 5월 5일 ~ 2009년 6월 2일     | 매주 화요일 밤 11시 5분 ~ 12시       |
| MBC TV    | 2009년 7월 14일                     | 매주 화요일 밤 11시 5분 ~ 12시       |
| MBC TV    | 2009년 8월 4일 ~ 2009년 9월 22일    | 매주 화요일 밤 11시 5분 ~ 12시       |
| MBC TV    | 2010년 1월 5일 ~ 2010년 4월 20일    | 매주 화요일 밤 11시 5분 ~ 12시       |
| MBC TV    | 2019년 6월 4일 ~ 2019년 10월 29일   | 매주 화요일 밤 11시 5분 ~ 12시       |
| MBC TV    | 2007년 5월 22일 ~ 2007년 5월 29일   | 매주 화요일 밤 11시 15분 ~ 12시 10분 |
| MBC TV    | 2007년 10월 9일 ~ 2007년 10월 16일  | 매주 화요일 밤 11시 15분 ~ 12시 10분 |
| MBC TV    | 2008년 10월 28일                    | 매주 화요일 밤 11시 15분 ~ 12시 10분 |
| MBC TV    | 2008년 11월 18일 ~ 2008년 12월 23일 | 매주 화요일 밤 11시 15분 ~ 12시 10분 |
| MBC TV    | 2009년 1월 13일                     | 매주 화요일 밤 11시 15분 ~ 12시 10분 |
| MBC TV    | 2009년 2월 17일 ~ 2009년 2월 24일   | 매주 화요일 밤 11시 15분 ~ 12시 10분 |
| MBC TV    | 2009년 6월 23일 ~ 2009년 7월 7일    | 매주 화요일 밤 11시 15분 ~ 12시 10분 |
| MBC TV    | 2009년 7월 28일                     | 매주 화요일 밤 11시 15분 ~ 12시 10분 |
| MBC TV    | 2009년 11월 10일 ~ 2009년 12월 15일 | 매주 화요일 밤 11시 15분 ~ 12시 10분 |
| MBC TV    | 2010년 6월 8일 ~ 2013년 3월 19일    | 매주 화요일 밤 11시 15분 ~ 12시 10분 |
| MBC TV    | 2013년 10월 22일 ~ 2015년 9월 15일  | 매주 화요일 밤 11시 15분 ~ 12시 10분 |
| MBC TV    | 2008년 9월 16일                     | 매주 화요일 밤 11시 15분 ~ 12시 5분  |
| MBC TV    | 2009년 9월 29일 ~ 2009년 11월 10일  | 매주 화요일 밤 11시 15분 ~ 12시 5분  |
| MBC TV    | 2007년 10월 2일                     | 화요일 밤 11시 20분 ~ 12시 15분      |
| MBC TV    | 2008년 4월 22일                     | 화요일 밤 11시 20분 ~ 12시 15분      |
| MBC TV    | 2007년 7월 3일                      | 매주 화요일 밤 11시 10분 ~ 12시 5분  |
| MBC TV    | 2007년 8월 21일                     | 매주 화요일 밤 11시 10분 ~ 12시 5분  |
| MBC TV    | 2007년 10월 23일                    | 매주 화요일 밤 11시 10분 ~ 12시 5분  |
| MBC TV    | 2009년 1월 6일                      | 매주 화요일 밤 11시 10분 ~ 12시 5분  |
| MBC TV    | 2009년 2월 3일 ~ 2009년 2월 10일    | 매주 화요일 밤 11시 10분 ~ 12시 5분  |
| MBC TV    | 2009년 4월 21일 ~ 2009년 4월 28일   | 매주 화요일 밤 11시 10분 ~ 12시 5분  |
| MBC TV    | 2009년 6월 9일 ~ 2009년 6월 16일    | 매주 화요일 밤 11시 10분 ~ 12시 5분  |
| MBC TV    | 2015년 9월 22일 ~ 2019년 5월 28일   | 매주 화요일 밤 11시 10분 ~ 12시 5분  |
| MBC TV    | 2019년 11월 5일 ~ 2020년 3월 17일   | 매주 화요일 밤 11시 10분 ~ 12시 5분  |
| MBC TV    | 2008년 8월 5일                      | 화요일 밤 11시 35분 ~ 12시 35분      |
| MBC TV    | 2008년 10월 21일                    | 화요일 밤 12시 10분 ~ 1시 5분        |
| MBC TV    | 2009년 12월 22일                    | 화요일 밤 11시 15분 ~ 12시 15분      |
| MBC TV    | 2010년 6월 1일                      | 화요일 밤 11시 5분 ~ 12시 25분       |
| MBC TV    | 2013년 4월 2일                      | 화요일 밤 10시 55분 ~ 11시 50분      |
| MBC TV    | 2013년 4월 16일 ~ 2013년 10월 15일  | 매주 화요일 밤 11시 20분 ~ 12시 15분 |
| MBC TV    | 2019년 10월 22일                    | 매주 화요일 밤 11시 ~ 11시 55분      |
| MBC TV    | 2020년 3월 24일 ~ 2020년 5월 12일   | 매주 화요일 밤 11시 ~ 11시 55분      |
| MBC TV    | 2020년 6월 2일                      | 화요일 밤 10시 50분 ~ 11시 50분      |
| MBC TV    | 2020년 6월 9일 ~ 2020년 9월 8일     | 매주 화요일 밤 10시 50분 ~ 11시 45분 |
| MBC TV    | 2021년 3월 2일 ~ 2021년 3월 9일     | 매주 화요일 밤 10시 50분 ~ 11시 45분 |
| MBC TV    | 2020년 9월 15일 ~ 2021년 2월 2일    | 매주 화요일 밤 10시 40분 ~ 11시 35분 |
| MBC TV    | 2021년 3월 16일 ~ 2021년 6월 15일   | 매주 화요일 밤 10시 40분 ~ 11시 35분 |
| MBC TV    | 2021년 6월 22일 ~ 2021년 11월 30일  | 매주 화요일 밤 10시 30분 ~ 11시 30분 |
| MBC TV    | 2021년 12월 14일 ~ 2023년 2월 21일  | 매주 화요일 밤 10시 30분 ~ 11시 30분 |
| MBC TV    | 2021년 2월 9일 ~ 2021년 2월 23일    | 매주 화요일 밤 11시 ~ 11시 55분      |
| MBC TV    | 2021년 12월 7일                     | 화요일 밤 10시 ~ 11시                |
| MBC TV    | 2023년 2월 28일 ~ 2024년 7월 23일   | 매주 화요일 밤 9시 ~ 10시            |
| MBC TV    | 2024년 8월 13일 ~ 현재              | 화요일 밤 10시 20분 ~ 11시 20분      |

## 제작진
- 책임프로듀서 : 오행운
- 프로듀서 : 유성은
- 연출PD : 임남희, 김신완, 김경희, 조윤미, 조철영, 성승민, 박해인
- 취재PD : 김지훈, 이정은, 황준호, 장아연
- AD : 이주연, 김선주, 서정민, 전민제, 문기주
- FD : 정예림, 김주희, 이도현, 이주영, 이지선, 곽여진
- 구성작가 : 정재홍, 이아미, 김세진, 장형운, 이순남
- 취재작가 : 신현지, 김신아, 박송이, 김대성, 이은이, 가정인, 김희영

## 편성 변경 및 결방 사유
편성 변경이나 결방 사유 중, 정기 편성 프로그램임에도 불구하고 명절(설날·추석) 기간에는 특별 편성으로 인해 결방되는 경우가 잦으며, 법원의 가처분 결정으로 방송이 불가능했던 사례도 존재한다.
1990년
- 9월 4일 : '그래도 농촌을 포기할 수 없다'가 MBC 경영진의 압력으로 인해 결방.[4][5]

1992년
- 9월 8일 ~ 11월 3일 : MBC 파업 및 그 여파로 인한 결방.
- 11월 10일 ~ 12월 15일 : 한중수교 특집 다큐멘터리 《중국문학기행》 및 《숨쉬는 대륙》 편성으로 인한 결방.

1996년
- 3월 19일 : MBC 파업으로 인한 결방.

1997년
- 6월 17일 : 특별기획 드라마 산 2편 연속 편성으로 인한 결방.

1999년
- 5월 11일 : MBC 주조정실 점거 사건으로 인해 방송 중단.
- 7월 20일 : MBC 파업으로 인한 결방에 따라 단막 시트콤 환상여행 앙코르로 대체.

2001년
- 9월 11일 : 9·11 테러 관련 MBC 뉴스특보 편성으로 인한 결방.

2005년
- 8월 30일 : 월화드라마 비밀남녀 편성으로 인한 결방.
- 12월 6일 : 자연다큐멘터리 《공생과 기생》 편성으로 인한 결방.

2006년
- 6월 13일 ~ 6월 20일 : 2006 독일 FIFA 월드컵 중계방송으로 인한 결방.

2008년
- 8월 12일 ~ 8월 26일 : 2008 베이징 하계 올림픽 중계방송으로 인한 결방.
- 10월 21일 : MBC 스포츠 2008년 KBO리그 플레이오프 5차전 중계방송으로 인한 결방에 따라 밤 12시 10분에 방송.
- 12월 30일 : 2008 MBC 연기대상 시상식 편성으로 인한 결방.

2009년
- 1월 13일 : 다큐멘터리 《북극의 눈물》 3부 편성으로 인한 결방.
- 3월 10일 : 《에덴의 동쪽》 55회 ~ 56회 연속 편성으로 인한 결방.
- 3월 31일 : 특선 다큐멘터리 《영혼의 날개, 제왕나비》 편성으로 인한 결방.
- 5월 26일 : 노무현 전 대통령 서거 다큐멘터리 편성으로 인한 결방.
- 7월 21일 : MBC 파업으로 인한 결방.
- 8월 18일 : 김대중 전 대통령 서거 다큐멘터리 편성으로 인한 결방.
- 12월 29일 : 2009 MBC 방송연예대상 시상식 편성으로 인한 결방.

2010년
- 4월 6일 ~ 5월 11일 : MBC 파업으로 인한 결방에 따라 다큐멘터리로 대체.
- 5월 18일 ~ 5월 25일 : 서울시장 후보토론회와 인천시장 후보토론회 편성으로 인한 결방.
- 8월 17일 : 김재철 당시 MBC 사장의 지시로 인해 869회 '4대강 수심 6M의 비밀' 불방 결정으로 인한 결방.[6][7][8]
- 11월 16일 : 6당대표 정책토론회 편성으로 인한 결방.
- 11월 23일 : 2010 광저우 아시안 게임 중계방송으로 인한 결방.

2011년
- 1월 18일 : AFC 아시안컵 축구 중계방송으로 인한 결방.
- 2월 1일 : 설 특집 프로그램 편성으로 인한 결방.
- 5월 24일 : 다큐멘터리 재방송으로 인한 결방.
- 10월 11일 : MBC 스포츠 2011년 KBO리그 준플레이오프 3차전 중계방송으로 인한 결방.
- 10월 25일 : MBC 스포츠 2011년 포스트시즌 1차전 중계방송으로 인한 결방.
- 12월 27일 : 세시봉 친구들 편성으로 인한 결방.

2012년
- 1월 24일 : 설 특집 다큐시트콤 《미래소년 코드 박》 편성으로 인한 결방.
- 1월 31일 ~ 12월 4일 : MBC 파업으로 인한 결방.
- 12월 25일 : 성탄특선영화 완득이 편성으로 인한 결방.

2013년
- 1월 1일 : 신년 특집 《소녀시대의 로맨틱 판타지》 편성으로 인한 결방.
- 1월 8일 : 신년 특집 《MBC 100분 토론 - 박근혜 정부, '국민대통합' 어떻게》 편성으로 인한 결방.
- 1월 15일 : MBC 특별대담 '마유미의 삶, 김현희의 고백' 편성으로 인한 결방.
- 4월 2일 : 특선 영화 《러브픽션》 편성으로 인한 결방.
- 9월 17일 : 추석 특집 다큐멘터리 《'세상의 모든 부엌' 2부 - 꿈을 요리하다》 편성으로 인한 결방.
- 10월 15일 : MBC 스포츠 2013년 KBO리그 포스트시즌 중계방송으로 인한 결방.
- 12월 3일 : 창사특집 다큐멘터리 《'독일, 미래를 이끌다' 2부 - 모두를 위한 레드카펫》 편성으로 인한 결방.
- 12월 24일 : 크리스마스 특집 세시봉콘서트 편성으로 인한 결방.
- 12월 31일 : 2013 MBC 가요대제전 편성으로 인한 결방.

2014년
- 1월 14일 : 신년 대토론 '2014 한국경제, 도약가능할까' 편성으로 인한 결방.
- 2월 11일 : 2014 소치 동계 올림픽 중계방송으로 인한 결방.
- 5월 6일 : MBC 다큐스페셜 가정의 달 특집 '휴먼다큐 사랑 꽃보다 듬직이' 편성으로 인한 결방.
- 5월 20일 : 재난 특별기획 '기적의 조건' 1부 편성으로 인한 결방.
- 5월 27일 : ‘6·4 지방선거 인천광역시장 선거 후보자 토론회’ 편성으로 인한 결방.
- 6월 17일 : MBC 다큐스페셜 2014 브라질 FIFA 월드컵 특집 '제3부 축구에 미치다' 편성으로 인한 결방.
- 9월 2일 : 월화드라마 야경꾼 일지 9회 ~ 10회 연속 편성으로 인한 결방.
- 9월 9일 : 추석특선영화 스파이 편성으로 인한 결방.
- 9월 30일 : 2014 인천 아시안 게임 하이라이트 중계방송으로 인한 결방.
- 11월 18일 : 축구 국가대표 평가전 대한민국 VS 이란 중계방송으로 인한 결방.
- 12월 16일 : 창사특집 다큐멘터리 '카레이스키 150년만의 귀향 3부 - 남북의 벽을 넘어서' 편성으로 인한 결방.
- 12월 30일 : 2014 MBC 연기대상 시상식 편성으로 인한 결방.

2015년
- 1월 20일 : MBC 신년대토론 - 〈2015 대한민국, 경제를 살리자〉 편성으로 인한 결방.
  - 3월 31일 : 축구 국가대표 평가전 대한민국 VS 뉴질랜드 중계방송으로 인한 결방.
- 8월 25일 : 특집 MBC 100분 토론 편성으로 인한 결방.
- 9월 8일 : 2018 러시아 FIFA 월드컵 아시아 지역 2차 예선 대한민국 VS 레바논 중계방송으로 인한 결방.
- 9월 29일 : 추석특선영화 무한도전 더빙판 비긴 어게인 편성으로 인한 결방.
- 12월 29일 : 2015 MBC 방송연예대상 시상식 편성으로 인한 결방.

2016년
- 1월 5일 : 신년 특집 2016년 경제전망 '살아나라! 한국경제!' 편성으로 인한 결방.
- 2월 9일 : 설 특집 《인스타워즈》 편성으로 인한 결방.
- 3월 22일 : 월화드라마 화려한 유혹 49회 ~ 50회 연속 편성으로 인한 결방.
- 8월 9일 ~ 8월 16일 : 2016 리우데자이네루 하계 올림픽 중계방송으로 인한 결방.
- 9월 20일 : 월화드라마 몬스터 49회 ~ 50회 연속 편성으로 인한 결방.
- 10월 11일 : 〈2016 DMC 페스티벌 - 하이서울어워드 특집 서울시립교향악단 가을판타지아〉 편성으로 인한 결방.
- 11월 15일 : 월화드라마 캐리어를 끄는 여자 15회 ~ 16회 연속 편성으로 인한 결방.

2017년
- 3월 7일 ~ 3월 14일 : 특집 MBC 100분 토론 편성으로 인한 결방.
- 5월 9일 : 대한민국 제19대 대통령 선거 개표방송으로 인한 결방.
- 6월 6일 : 하하랜드 파일럿 편성으로 인한 결방.
- 7월 25일 ~ 12월 5일 : MBC 파업으로 인한 결방과 함께 프로그램 재정비로 인해 방송 중단.

2018년
- 1월 2일 : 신년특선영화 - 라라랜드 편성으로 인한 결방.
- 2월 13일 ~ 2월 20일 : 2018 평창 동계 올림픽 중계방송으로 인한 결방.
- 6월 5일 : 지방선거 후보 토론회 편성으로 인한 결방에 따라 밤 8시 55분에 방송.
- 6월 12일 : 특별대담 세기의 담판 2018 북미정상회담 편성으로 인한 결방.
- 6월 19일 ~ 7월 3일 : 2018 러시아 FIFA 월드컵 중계방송으로 인한 결방.

2019년
- 1월 1일 : 신년특선영화 - 박열 편성으로 인한 결방.
- 2월 5일 : 설 특집 구해줘! 홈즈와 설 특집 2019 빈 소년 편성으로 인한 결방.
- 3월 26일 : 수목드라마 더 뱅커 프롤로그 편성으로 인한 결방.
- 12월 31일 : 2019 MBC 가요대제전 편성으로 인한 결방.

2020년
- 7월 7일 : 《최애 엔터테인먼트 스페셜》 편성으로 인한 결방.
- 9월 29일 : 추석 특집 볼빨간 라면연구소 편성으로 인한 결방.
- 11월 17일 : MBC 스포츠 2020년 KBO 리그 한국시리즈 1차전 두산 베어스 VS NC 다이노스 중계방송으로 인한 결방에 따라 밤 10시 50분에 방송.
- 11월 24일 : 월화드라마 카이로스 편성으로 인한 결방.
- 12월 29일 : 2020 MBC 방송연예대상 시상식 편성으로 인한 결방.

2021년
- 1월 5일 : 신년특선영화 - 스윙키즈 편성으로 인한 결방.
- 3월 30일 : 중계방송 서울시장 보궐선거 후보자 토론회 초정 편성으로 인한 결방.
- 7월 27일 ~ 8월 3일 : 2020 도쿄 하계 올림픽 중계방송으로 인한 결방.
- 9월 14일 : 특집 MBC 100분 토론 편성으로 인한 결방.
- 9월 21일 : 추석 특집 편성으로 인한 결방.
- 11월 2일 : MBC 스포츠 2021년 KBO 리그 와일드카드 결정전 2차전 키움 히어로즈 VS 두산 베어스 중계방송으로 인한 결방에 따라 밤 11시에 방송.
- 11월 9일 : 특집 MBC 100분 토론 편성으로 인한 결방.
- 12월 28일 : 특집 러브 마피아 편성으로 인한 결방.

2022년
- 2월 8일 ~ 2월 15일 : 2022 베이징 동계 올림픽 중계방송으로 인한 결방.
- 5월 31일 : 특집 MBC 100분 토론 편성으로 인한 결방.
- 8월 9일 : 2022년 한국 중부 집중호우 관련 MBC 뉴스특보 편성으로 인한 결방.
- 8월 23일 : 특집 MBC 100분 토론 편성으로 인한 결방.
- 10월 25일 : MBC 스포츠 2022년 KBO 리그 플레이오프 2차전 키움 히어로즈 VS LG 트윈스 중계방송으로 인한 결방.
- 11월 22일 ~ 12월 6일 : 2022 카타르 FIFA 월드컵 중계방송으로 인한 결방.

2023년
- 1월 24일 : MBC 설 특선영화 인생은 아름다워 편성으로 인한 결방.
- 4월 11일 : 1000회 특집 MBC 100분 토론 그래도, 토론 편성으로 인한 결방.
- 6월 27일 : 정전 70주년 특집 다큐 호주군의 운명의 가평전투 편성으로 인한 결방.
- 9월 19일 : 2022 항저우 아시안 게임 남자 축구 E조 조별리그 1차전 대한민국 VS 쿠웨이트 중계방송으로 인한 결방.
- 9월 26일 ~ 10월 3일: 2022 항저우 아시안 게임 중계방송으로 인한 결방.

2024년
- 2월 13일 : 앙코르 VR다큐멘터리 너를 만났다 열셋, 열여섯 편성으로 인한 결방.
- 2월 20일 : 특집 다큐멘터리 무슈 전, 어느 노병의 귀향 편성으로 인한 결방.
- 4월 9일 : 돌아온 레전드 수사반장 <1부> 편성으로 인한 결방.
- 6월 25일 : 한국전쟁 특집 VR 다큐 마지막 인사 편성으로 인한 결방.
- 7월 30일 ~ 8월 6일 : 2024 파리 하계 올림픽 중계방송으로 인한 결방.
- 9월 17일 : TV최초 MBC 추석특선영화 싱글 인 서울 편성으로 인한 결방.
- 12월 3일 : 윤석열 대통령 계엄 관련 MBC 뉴스특보 편성으로 인한 결방.
- 12월 10일 : 특집 MBC 100분 토론 편성으로 인한 결방.

## 소재

### 황우석 사건
2005년 11월 22일 〈황우석 신화의 난자 의혹〉편에서 황우석 교수의 줄기세포 연구와 관련하여 비판적인 보도(실험용 난자매매 의혹)를 했다. 황우석 씨를 비판하는 것이 국익에 반하는 것이라 여겨 PD수첩을 비난하는 여론이 있었다. 당시 14개 광고주가 계약을 취소해서, 문화방송은 광고 없이 방송돼야 했다.
PD수첩의 방송 직후 논문의 의혹에 대해 누리꾼들이 비이성적으로 대처하는 동안, 생물학 전공 연구원 및 학생들은 생물학연구정보센터(BRIC)의 게시판 소리마당을 통하여 연구 결과의 문제점을 과학적으로 조목조목 지적하였다. 12월 5일에 논문의 사진 중복에 대한 제보가 처음 올라왔고, 12월 6일에는 논문에서 DNA 지문 비교가 조작되었을 가능성을 지적하는 글이 올라왔다. 이 의혹은 모두 사실로 밝혀졌고 결국 황우석 교수는 12월 17일 기자회견을 통해서 '인위적 실수'라는 표현으로 논문 조작을 사실상 시인하면서 PD수첩의 보도는 사실로 입증되었다. 하지만 그와 함께 취재과정에서 취재윤리를 일부 위반한 것도 확인되었다.
2005년 12월 4일 MBC 측은 PD수첩이 황우석 교수의 줄기세포와 관련한 보도에서 취재 윤리를 어기면서 무리하게 취재했음을 인정하였다. MBC 측은 인사위원회를 열고 취재 윤리 위반과 관련해 최승호 책임 PD, 한학수 PD에게 감봉 1개월, 최진용 시사교양국장에게 근신 15일 등의 징계를 내리기로 하였다.
이하는 취재 목록이다.
- 659회 2005년 11월 22일《황우석 신화의 난자 의혹》
- 661회 2005년 12월 15일《[특집] PD수첩은 왜 재검증을 요구했는가?》
- 662회 2006년 1월 3일《줄기세포 신화의 진실》
- 663회 2006년 1월 10일《황우석 신화, 어떻게 만들어졌나!》
- 664회 2006년 1월 17일《생명과학 위기를 넘어》

### 광우병
2008년 4월 29일 《미국산 쇠고기, 과연 광우병에서 안전한가?》편에서 이명박 정부의 미국 쇠고기 수입협상의 오류를 지적하고 광우병의 위험성을 주장하였다. 그러나 정부, 여당, 보수 신문(조선일보, 중앙일보, 동아일보 등) 등은 광우병 위험이 과장 왜곡되었다고 주장하였으며, 야당과 진보 신문(한겨레, 경향, 오마이뉴스 등)은 '사소한 실수가 있었을 뿐 정부가 협상을 잘못한 본질은 변하지 않았다'고 주장하며 논란이 되었다. 이에 언론중재위원회는 농림수산식품부가 제기한 <문화방송> 피디수첩의 ‘긴급취재! 미국산 쇠고기, 광우병에서 안전한가’ 방송 내용 중 일부 정정·반론 요청에 대해 “정정·반론 취지문 보도가 필요하다”고 직권 결정을 하고, 아레사 빈슨양의 사인이 미국질병관리센터(CDC)에 의해 인간 광우병이 아닌 것으로 판정 이 나면서 이에 대한 논란이 가중되었다.
또한 방송통신심의위원회는 2008년 4월 29일과 5월 13일에 방송한 '미국산 쇠고기, 과연 광우병에서 안전한가' 편에 대해 ‘시청자에 대한 사과’게재 중징계를 내려 MBC는 방송통신심의위가 보내온 사과문을 낭독했다. 문화방송노조는“사과 방송 수용은 이명박 정권에 대한 굴복이며 백기투항하는 것”이라며 엄기영 사장의 퇴진까지 고려한 투쟁을 펼치겠다고 밝혔다.
서울남부지방법원은 농림수산식품부가 청구한 7개 정정 및 반론보도 내용 중 PD수첩이 '주저앉은 소'를 광우병에 걸렸거나 걸렸을 가능성이 큰 소로 보도한 내용, 대한민국 국민이 광우병에 더 걸릴 가능성이 많다고 보도한 내용 2개에 대해서는 정정보도를 해야 한다고 판결했다. 또 정부가 특정위험물질(SRM) 5개의 수입을 허용한 것처럼 보도했다는 부분에 대해서는 반론보도를 해야 한다고 밝히고 나머지 4개는 기각했다. 이에 대해 MBC 피디수첩측은 서울 남부지방법원 재판부의 판단은 자의적 판단이라며 항소를 하였으나 2009년 6월17일 서울고법 민사13부(재판장 여상훈)는 "MBC는 3가지 부분의 허위보도에 대해 정정보도문을 방송하라"고 판결했다.
재판부가 PD수첩 보도 내용 중 정정보도 대상으로 정한 부분은 다음과 같다.
- "한국인이 광우병에 걸린 쇠고기를 섭취할 경우 인간 광우병이 발병할 확률이 94%에 이르며, 이는 영국인보다 3배 미국인보다 2배 높은 수치"
- "미국에서 인간 광우병이 발생한다고 해도 우리 정부가 독자적으로 할 수 있는 일이 아무것도 없다"
- "우리 측 협상팀이 미국 도축시스템을 잘 몰랐거나 알면서도 위험성을 은폐 또는 축소하려 한 게 아닌가"

재판부는 PD수첩 보도내용 중 이른바 주저앉는 소(다우너 소)들이 광우병에 걸린 것처럼 위험성을 과장 왜곡한 부분에 대해서도 "허위보도"라는 판단을 내리면서도, PD수첩이 이 부분에 대해서는 이미 정정과 사과방송을 한 점이 인정된다며 이번 정정보도 판결 대상에는 포함시키지 않았다.
 검찰수사와 관련한 공정성여부에 대해 검찰과 피디수첩측은 다른 주장을 하고 있다.
이하는 취재 목록이다.
- 2008년 4월 29일 769회 《긴급취재, 미국산 쇠고기, 과연 광우병에서 안전한가?》
- 2008년 5월 13일 771회 《미국산 쇠고기, 과연 광우병에서 안전한가? 2》
- 2008년 5월 27일 772회 《미국산 쇠고기 수입과 언론 보도》
- 2008년 6월 24일 776회 《쇠고기추가협상과 PD수첩 오보논란의 진실》
- 2008년 7월 15일 779회 《PD수첩 진실을 왜곡했는가?》
- 2009년 4월 28일 811회 《한미 쇠고기 협상, 그 후 1년》

2010년 1월 19일, 검찰이 광우병 관련 보도를 하였던 PD수첩 제작진에게 협상단 등에 대한 명예훼손 혐의로 기소한 사건에 대해 법원은 이들 전원에게 무죄 판결을 내렸다. 판결에서 판사는 다우너 소, 아레사 빈슨 허위 번역, 명예훼손, 업무방해 등의 모든 혐의를 부정했다.
2010년 1월 26일, 서울남부지법 민사합의15부(판사 김성곤)는 시민과 함께하는 변호사들(시변)이 PD수첩의 미국산 쇠고기 광우병 왜곡방송으로 정신적 피해를 봤다며 MBC를 상대로 낸 사과방송·정정보도·손해배상 청구를 모두 기각하고 원고패소 판결했다. 재판부는 "민주사회에서 사과를 강요하는 것은 양심의 자유에 반한다는 헌법재판소와 대법원의 판례에 따라 사과방송 청구를 허용할 수 없다"며 "직접 관련자가 아니기 때문에 정정보도 요구도 받아들일 수 없다"고 밝혔다. 또한 손해배상 청구에 대해서도 "보도된 내용이 다소 사실과 다르더라도 국민의 알 권리 충족 및 정부정책 비판 등 언론 기능을 고려할 때 방송사에게 손해배상책임을 인정한다면 비판기능이 위축될 수밖에 없다"고 말했다.
2010년 12월 7일 검찰의 항소로 진행된 2심 공판에서 법원은 PD수첩 제작진에 대해 무죄 판결을 내렸다. 재판부는 ‘다우너 소’(주저앉는 소)가 광우병에 걸렸다는 부분, 미국인 아레사 빈슨의 사망 원인이 광우병이란 부분, 한국인의 MM형 유전자가 광우병 발병 등에서 일부 허위 사실이 인정되나, 명예를 훼손하거나 업무를 방해하려는 고의가 있었다고 보긴 어렵고 언론의 자유를 폭넓게 보장한 우리 헌법에 비춰볼 때 형사처벌 대상이 아니다”고 판단했다.

### 검사와 스폰서
2010년 4월 20일 문화방송의 PD수첩에서 방영한 아이템이다. 부산에서 건설업을 하는 제보자가 스스로 '57명의 전현직 검사에 지속적인 금전/향응/성상납 등의 스폰서 행위를 해왔다'고 밝힌 문서가 취재의 단초가 되었다. PD수첩은 이 문서의 제보자 및 주변인물들과의 인터뷰를 통하여 스폰서 행위의 사실관계를 확인하였으나, 이 프로그램에서 실명이 거론된 두명의 검사(한승철 / 박기준)는 제보자의 발언에 신빙성이 없다며 스폰서 사실을 부인했다. 22일 성낙인 서울대 법대 교수를 위원장으로 한 스폰서 검사 의혹 규명을 위한 진상규명위원회 가 발족되었다.
PD수첩의 보도는 큰 파장과 호응을 불러 일으켰다. 해당 홈페이지에는 5000여 건의 격려 글이 쏟아졌으며 언론의 존재 이유를 보여준 것이란 평가를 받았다. 성공회대 김서중 교수는 이번 보도에 대해“이번 보도는 집권세력들이 왜 MBC를 장악하려는지를 잘 보여준 사례”라고 평가했다.
6월 8일 PD수첩은 '검사와 스폰서' 2편을 방영하였고, 이 역시 큰 호응을 불러왔다. 정치권에서도 검찰의 비리문제와, 기소독점주의와 같은 부분에 대한 개혁이 필요하다는데 공감하였으며, 6월 15일 여야는 검사들의 향응접대나, 금품수수에 대한 수사를 할 특별검사를 도입하기로 합의하였다.

### 총리실의 민간인 사찰 사건
2010년 6월 29일부터 2주간 "이 정부는 왜 나를 사찰했나?"와, "민간인 사찰 의혹, 아직 풀리지 않았다"를 내보냈다. 이 보도로 인한 파장이 커져 정치권에서도 논란의 중심에 일었으며, 청와대와 친이계의 권력 다툼으로 비화되기도 했다.

### 4대강 사업 의혹
2010년 8월 17일, 당일 방송 예정이던 "4대강 수심 6m ··· 누가 밀어 붙였나?"에 국토해양부 4대강살리기 추진본부는 MBC PD수첩이 방송을 앞두고 사전배포한 보도자료가 명백한 허위사실인데도 신문과 방송, 인터넷 등을 통해 급속하게 확산되고 있어 방송금지 가처분 신청을 서울남부지방법원에 냈다고 밝혔다. 그러나 서울남부지법 민사51부(양재영 부장판사)는 국토해양부가 낸 방송금지 가처분 신청을 기각했다. 재판부는 결정문에서, "기록만으로는 방송예정인 프로그램의 내용이 명백히 진실이 아니고 방송 목적이 공공의 이익에 부합하지 않는다고 보기 어렵다. 또한 방송이 이뤄진다고 해서 신청인에게 중대하고 회복하기 어려운 손해를 입힐 우려가 있다는 점에 대한 소명이 부족하다"라고 밝혔다. 'PD수첩' 제작진에 주장에 의하면 김재철 문화방송 사장은 임원회의에서 사규위반을 이유로 처음에 방송 보류를 지시했다고 한다. 그러나 이 방송은 2010년 8월 24일에 방송된다.

### 무릎 기도 사건
2011년 PD 수첩 제작진의 물갈이 이후 3월 1일 이명박 대통령의 국가조찬기도회 무릎 기도 사건을 다루는 것을 금지하였다.

### 귀농,귀촌 악몽이 된 인생2막
날림공사를 포함하여 공사중단도 있으며, 농촌에서 생활하는데 참고해야 한다.

## 참고 사항
- 오랜 기간 동안 방송 시간의 변경 없이[27] 매주 화요일 심야 시간대에 편성되어 방송되고 있다.

## 수상 경력
- YMCA 올해 좋은 프로그램상
- 제1회 앰네스티 언론상
- 한국기자협회, 이달의 기자상 특별상
- 한국기자협회, 한국기자상 특별상
- 제7회 송건호언론상
- 한국PD연합회, 제108회 이달의 PD상
- 한국PD연합회, 올해의 프로듀서상

## 경쟁 프로그램
- 추적 60분 (KBS 1TV)
- 그것이 알고싶다 (SBS TV)